# 최정섭
최정섭(1960년 5월 27일~)은 조선민주주의인민공화국의 역도 선수이다. 1980년 하계 올림픽에 조선민주주의인민공화국 대표 선수로 참가했다.